# I.S.A.R. Germany
I.S.A.R. Germany (International Search and Rescue Germany) ist eine international tätige Hilfsorganisation, die aus einem Zusammenschluss von ehrenamtlichen Rettungsspezialisten der Bundesrepublik Deutschland besteht. Die 2003 gegründete Organisation mit Sitz in Duisburg ist die weltweit erste NGO, die als Mitglied der UN-Organisation International Search and Rescue Advisory Group nach internationalen Standards geprüft und klassifiziert wurde. Sie ist als „Medium Urban Search and Rescue Team“ gelistet.

## Aufgaben

### Internationale Tätigkeit
Der Verein wird nach Katastrophen wie Erdbeben, Explosionen oder Flutkatastrophen tätig. Binnen weniger Stunden nach einem Hilfeersuchen des betroffenen Staates an die Vereinten Nationen können Mitglieder der Hilfsorganisation in das Zielgebiet geschickt werden.
Dabei kommen sowohl speziell ausgebildete Rettungshunde als auch  technisches Bergungsgerät zum Einsatz. Neben den SAR-Spezialisten verfügt die Hilfsorganisation auch über eine medizinische Komponente. Im Bedarfsfall kann so in einem Krisengebiet schon in kürzester Zeit ein Feldlazarett eingerichtet werden.

### Regionaler Katastrophenschutz
Mit Rettungshunden, Vermissten-Spürhunden und moderner Ortungstechnik zählt die I.S.A.R. Germany zu den nichtpolizeilichen BOS in Nordrhein-Westfalen. Regelmäßig sind die ehrenamtlichen Helfer zusammen mit Feuerwehren und anderen Hilfsorganisationen im Einsatz, um nach vermissten Personen zu suchen.

## Ausbildung
Alle Einsatzkräfte verfügen über fundierte (Berufs-)Ausbildungen im jeweiligen Einsatzbereich und werden für die internationale Tätigkeit in Krisen- und Katastrophengebieten organisationsintern aus- bzw. weitergebildet.
Grundsätzlich sind die Helfer in drei unterschiedlichen Arbeitsbereichen tätig, deren Zugehörigkeit an der Farbe der Schutzhelme ersichtlich ist. So sind die Mitglieder des Führungs- und Management-Teams mit weißen Helmen ausgestattet, Mitglieder der medizinischen Einheiten tragen blaue Helme, während Hundeführer und Angehörige der Berge-Teams mit roten Helmen ausgestattet sind.

## Sonstiges
Daniela Lesmeister, die Gründerin von I.S.A.R. Germany, wurde 2010 mit dem Bambi in der Kategorie „Stille Helden“ für ihre Arbeit geehrt.

## Hilfsleistungen im Ausland
- Erdbeben im Indischen Ozean 2004
- Erdbeben in Kaschmir 2005
- Erdbeben in Peru 2007
- Erdbeben in Indonesien 2009
- Erdbeben in Haiti 2010
- Wiederaufbauprojekt nach dem Erdbeben in Haiti 2010
- Medizinischer humanitärer Einsatz in Libyen 2011
- Medizinischer humanitärer Einsatz in Kenia (Dadaab) 2011
- Taifun Haiyan auf den Philippinen 2013
- Erdbeben in Nepal 2015
- Erdbeben in Equador 2016
- Hurrikan „Matthew“ 2016
- Explosionskatastrophe im Hafen von Beirut 2020[5]
- Erdbeben in Haiti 2021
- Erdbeben in der Türkei und Syrien 2023